# Пургель
Пу́ргель (нем. Purgel), также мы́за Пу́рила (эст. Purila mõis) — рыцарская мыза (имение) в Рапламаа, Эстония. Находится на территории деревни Пурила.
Согласно историческому административному делению, мыза относилась к приходу Юуру.

## История мызы
В письменных источниках впервые упоминается в 1513 году как монастырская мыза, принадлежавшая монастырю Святой Бригитты.
В течение нескольких столетий мыза принадлежала многим дворянским семействам. C 1611 года владельцем мызы был Михаэль фон Энгельгардт (Michael von Engelhardt). В 1739 году мыза Пургель стала принадлежать русской царской семье. Два десятка лет спустя мызу купил генерал Фридрих фон Лёвен (Friedrich von Löwen), сын барона Фридриха фон Лёвена. В 1794 году мыза перешла во владение к Фридриху фон Гельфрейху (Friedrich von Helffreich). При нём в 1810 году было построено нынешнее главное здание (господский особняк) мызы.
На мызе родился русский военачальник, герой Отечественной войны 1812 года, генерал-лейтенант Богдан Борисович Гельфрейх (1776—1843).
На военно-топографических картах Российской империи (1846–1863 годы) мыза обозначена как мз. Пургель.
Мыза Пургель тесно связана с событиями «войны в Махтра» 1858 года. В то время она принадлежала отцу владельца мызы Махтерс (Махтра). Здесь был создан центр карательной экспедиции, куда свозили принимавших в крестьянском восстании до их отправки в тюрьмы Таллина.
В 1900 году мыза перешла во владение рода Майделей и оставалась собственностью Фридриха фон Майделя (Friedrich von Maydell) до её национализации в 1919 году.
- Герб рода Энгельгардтов
- Герб дома Гольштейн-Готторп-Романовых
- Герб рода Лёвенов
- Герб рода Гельфрейхов
- Герб баронов Майделей

После отчуждения мызы главное здание взяло в аренду Общество разведения скота (Maakarja Kasvatuse Selts), которое создало в Пурила школу скотоводства. Школа работала в 1925—1944 годах, её годовой курс закончили около 180 молодых людей. До присоединения Эстонии к СССР в 1940 году школа была частной.
После Второй мировой войны владельцем главного здания и парка мызы стал 8-й Эстонский стрелковый корпус. В 1953–1957 годах на мызе находилось подсобное хозяйство Совета министров Эстонской ССР, а затем в здании мызы работало правление совхоза. Сохранилось большинство хозяйственных строений мызы, большая часть которых расположена по краям почётного круга перед главным зданием.
В настоящее время мыза является бесхозной, находится в плохом состоянии и выставлена на продажу.

## Главное здание
Главное здание мызы является одним из поздних примеров особняков в стиле барокко. Это двухэтажный оштукатуренный каменный дом с высокой вальмовой крышей, по конфигурации компактный и первоначально с относительно бедным декором. Боковые ризалиты венчают треугольные фронтоны, в центре здания находится мастерски выполненная входная дверь в стиле раннего классицизма. Первый этаж низкий, второй этаж также относительно низкий, с мезонином. В 1930-х годах был добавлен богатый эклектичный декор: карнизы над окнами, широкие оштукатуренные обрамления, отделка с гирляндами и др. В вестибюле деревянная главная лестница с перилами в стиле шинуазри, в помещениях двустворчатые двери в стиле раннего классицизма. В зале иллюзионистические настенные росписи начала 19-го столетия, которые были обнаружены в 1984 году. В северном крыле дома анфилада заканчивается маленьким салоном с круглым основным планом.

## Парк
Первоначально на площади перед господским домом не было деревьев, во времена шведского правления тут был разбит ягодный сад. Площадь использовалась также для выезда лошадей, лесной участок за нею использовался для их пастьбы. Травяной газон с регулярной планировкой был создан в конце 18-го столетия параллельно с обновлением мызных построек; его украшала радиальная сеть дорог и упорядоченные ряды деревьев по краям. Во второй половине 19-го столетия из пастбища сделали лесной парк, в окрестностях главного и подсобных зданий высадили группы деревьев. За господским домом был пруд, который к настоящему времени зарос. Основные виды деревьев в парке: ясень, клён, дуб, липа.

## Мызный комплекс
В Государственный регистр памятников культуры Эстонии внесены 8 объектов мызного комплекса:
- главное здание (при инспектировании 10.09.2019 находилось в плохом состоянии)[2];
- парк (при инспектировании 11.07.2017 находился в удовлетворительном состоянии[6]);
- водяная мельница (при инспектировании 10.09.2019 находилась в плохом состоянии[7]);
- дом мельника (при инспектировании 25.10.2018 находился в плохом состоянии[8]);
- дом управляющего (при инспектировании 25.10.2018 находился в плохом состоянии[9]);
- амбар-сушильня (при инспектировании 06.10.2017 находилась в плохом состоянии[10]);
- хлев (при инспектировании 18.04.2017 находился в аварийном состоянии[11]);
- каретник-конюшня (при инспектировании 10.09.2019 находилась в плохом состоянии[12]).

## Галерея
- Передний фасад главного здания
- Задний фасад главного здания
- Настенная живопись в господском доме*
- Парк
- Водяная мельница
- Дом мельника
- Дом управляющего
- Амбар-сушильня
- Хлев
- Каретник-конюшня

*Примечание: создана в годы, когда имением владел Фридрих Густав фон Хельфрих (1759-1845). На ней предположительно изображён дом владельца мызы в Таллине.